# European Young Conservatives
Die European Young Conservatives (EYC, deutsch: Europäische Junge Konservative) ist eine Vereinigung konservativer Jugendorganisationen in Europa. Die EYC wurde 1993 gegründet und agiert heute als Jugendorganisation der Europapartei Europäische Konservative und Reformer. Gründungsmitglieder der waren die Jugendorganisationen der britischen Konservativen, der dänischen Konservativen Volkspartei und der isländischen Unabhängigkeitspartei. Diese waren zuvor Mitglied der Democrat Youth Community of Europe gewesen.

## Geschichte
Die Europäischen Jungen Konservativen wurden im August 1993 von den Jugendflügeln der britischen Conservative Party, der dänischen Det Konservative Folkeparti und der isländischen Sjálfstæðisflokkurinn unter der Führung von Andrew Rosindell, dem damaligen Vorsitzenden der britischen Young Conservatives, gegründet.
Sie gingen aus einer Spaltung der Mitte-Rechts-Democrat Youth Community of Europe (DYCE) hervor, die sich in zwei Fraktionen aufteilte: der größere Teil folgte einer weitgehend christlich-demokratischen Philosophie und der kleinere Teil, angeführt von Rosindell, folgte einer weitgehend konservativen Philosophie. Zwei entscheidende Streitpunkte waren der Umfang der wirtschaftlichen Liberalisierung und die Wünschbarkeit eines föderalen Europas.
Von 1993 bis 1997 wurde die Gruppe von Rosindell geleitet. Die Gruppe bildete neu gegründete demokratische politische Parteien in Russland, Weißrussland und Aserbaidschan aus.
Im Jahr 2016–2017 kam es zu großen Veränderungen innerhalb der Europäischen Jungen Konservativen. Jugendorganisationen wie die deutsche Junge Alternative, die türkische AK Gençlik und die estnische Jugendorganisation Sinine Äratus wurden aus der Organisation, auf Grund eigener Äußerungen oder dem Verhalten der eigenen Mutterpartei, ausgestoßen. Die Jugend der Basisfinnen trat von allein aus. Die Mutterparteien dieser Jugendorganisationen, als auch die Jugendorganisationen selbst, mit Ausnahme der türkischen AK Gençlik und ihrer Mutterpartei Adalet ve Kalkınma Partisi, traten kurz danach der rechtsextremen Fraktion Identität und Demokratie im Europaparlament bei.
Die Europäischen Jungen Konservativen halten im Allgemeinen drei Konferenzveranstaltungen pro Jahr ab, wobei die größte der Freedom Summit im Herbst ist.

## Mitglieder
| Land                   | Jugendorganisation                               | Mutterpartei                                  |
| ---------------------- | ------------------------------------------------ | --------------------------------------------- |
| Armenien               | Jugend von Blühendes Armenien                    | Bargawadsch Hajastani Kussakzutjun            |
| Belgien                | Jong N-VA                                        | Nieuw-Vlaamse Alliantie                       |
| Dänemark               | Konservativ Ungdom                               | Det Konservative Folkeparti                   |
| Deutschland            | Liberal-Konservative Jugend                      | Liberal-Konservative Reformer                 |
| Färöer                 | Huxa                                             | Fólkaflokkurin                                |
| Georgien               | Junge Konservative                               | Sak’art’velos konservatiuli partia            |
| Island                 | Junge Unabhängige                                | Unabhängigkeitspartei                         |
| Italien                | Forza Italia Giovani                             | Forza Italia                                  |
| Italien                | Gioventù Nazionale                               | Fratelli d’Italia                             |
| Lettland               | Tēvzemei un Brīvībai/LNNK Jugendclub             | Tēvzemei un Brīvībai/LNNK                     |
| Litauen                | Lietuvos lenkų rinkimų akcija Jugendorganisation | Lietuvos lenkų rinkimų akcija                 |
| Luxemburg              | ADRenalin, déi jonk ADR                          | Alternativ Demokratesch Reformpartei          |
| Norwegen               | Fremskrittspartiets Ungdom                       | Fremskrittspartiet                            |
| Polen                  | PiS Jugend                                       | Prawo i Sprawiedliwość                        |
| Portugal               | Juventud Popular                                 | Centro Democrático e Social – Partido Popular |
| Rumänien               | Noua Republică Jugend                            | Noua Republică                                |
| Schweiz                | Junge SVP                                        | Schweizerische Volkspartei                    |
| Tschechien             | Junge Konservative                               | Občanská demokratická strana                  |
| Vereinigtes Königreich | Conservative Future                              | Conservative Party                            |
| Vereinigtes Königreich | Young Unionists                                  | Ulster Unionist Party                         |
| Belarus                | BNF Jugend                                       | Partyja BNF                                   |
| Schweden               | Ungsvenskarna                                    | Sverigedemokraterna                           |

Assoziierte Mitglieder
| Land               | Jugendorganisation | Mutterpartei               |
| ------------------ | ------------------ | -------------------------- |
| Australien         | Young Liberals     | Liberal Party of Australia |
| Vereinigte Staaten | Young Republicans  | Republikanische Partei     |